# Game Change – Der Sarah-Palin-Effekt
Game Change – Der Sarah-Palin-Effekt (Originaltitel: Game Change) ist ein US-amerikanisches Politdrama aus dem Jahr 2012. Regie führte Jay Roach, das Drehbuch schrieb Danny Strong. Die Erstausstrahlung erfolgte am 9. März 2012 bei HBO. In Deutschland wurde der Fernsehfilm erstmals am 6. November 2012 vom Pay-TV-Sender Sky Atlantic HD gezeigt.
Basierend auf einem Teil des gleichnamigen Buches der Journalisten John Heilemann und Mark Halperin, das 2010 erschien, beschreibt der Film die Ereignisse in der Endphase des US-Präsidentschaftswahlkampfes 2008 aus der Sicht des Teams von John McCain (dargestellt von Ed Harris), von dem Zeitpunkt, als dieser überraschend die Gouverneurin von Alaska, Sarah Palin (dargestellt von Julianne Moore), zu seiner Kandidatin für das Amt des Vizepräsidenten macht, bis zum Abend des Wahltages und der Niederlage gegen Barack Obama.

## Handlung
Der Film beginnt mit der Nachstellung einer Sequenz aus einem Interview, das der Leiter von John McCains Wahlkampfteam, Steve Schmidt (dargestellt von Woody Harrelson), nach der Wahl für die Polit-Sendung 60 Minutes dem CNN-Moderator Anderson Cooper gab. Cooper fragt Schmidt, ob die Entscheidung für Sarah Palin im Nachhinein betrachtet eine Richtige war, und ob er sie im Zweifelsfalle noch einmal auswählen würde.
Es folgt eine Rückblende ins Jahr 2007. Senator John McCain, der im Vorwahlkampf der Republikanischen Partei scheinbar aussichtslos zurückliegt, holt Steve Schmidt in sein Team. Es gelingt Schmidt, dem Vietnam-Veteranen McCain doch noch zur Nominierung der Republikanischen Partei für die Wahl 2008 zu verhelfen. Als sich seitens der Demokratischen Partei jedoch der jugendlich wirkende Senator Barack Obama aus Illinois durchsetzt, mit seiner Forderung nach change (Wandel) das Feld aufzurollen beginnt, und vor hunderttausenden begeisterten Menschen in Berlin spricht, wächst in McCains Team die Nervosität. Man entscheidet sich, den Plan, einen erfahrenen Mann wie Joe Lieberman oder Tim Pawlenty zum Kandidaten für das Amt des Vizepräsidenten zu machen, fallenzulassen und eine Frau zu suchen, die McCains Rückstand bei unabhängigen und weiblichen Wählern gegenüber Obama ausgleicht und gleichzeitig überraschend genug ist, um die Karten im Wahlkampf neu zu mischen: ein game changer. Man glaubt sie in der Person von Sarah Palin, Gouverneurin von Alaska, gefunden zu haben. Ihr Charisma und ihre erzkonservative Ausrichtung überzeugen das Team von McCain und auch den Kandidaten selber. Das notwendige vetting (die Überprüfung der politischen Positionen und Persönlichkeit) fällt hingegen äußerst oberflächlich aus. Zunächst jedoch verschafft die charismatische, unverbrauchte und direkte Art von Sarah Palin dem Kandidaten McCain den notwendigen Popularitätsschub, um zu Obama aufzuschließen.
Im Verlauf des Wahlkampfes wird dem Team von McCain, allen voran Schmidt und Nicolle Wallace (dargestellt von Sarah Paulson), schnell klar, dass Sarah Palin nicht nur Altlasten aus ihrer politischen Tätigkeit in Alaska verschwiegen hat, sondern auch enorme Wissensdefizite in allerlei Bereichen grundlegender nationaler und internationaler Politik aufweist, was für den Präsidentschaftswahlkampf ein katastrophales Risiko darstellt. Sie kann z. B. nicht einmal den Unterschied zwischen dem Krieg in Afghanistan und dem Krieg im Irak benennen und glaubt, die Königin sei der Regierungschef von Großbritannien. Zunächst hält man Palin von der Presse fern, weiß aber, dass man diese Strategie nicht lange wird durchhalten können. Man versucht eilig, ihr in einem Crashkurs die Grundlagen gegenwärtiger Politik und deren historische Grundlagen zu vermitteln, aber die Zeit reicht nicht, und das Risiko eines Flops bleibt.
Schließlich gibt sie Charlie Gibson von ABC ein erstes nationales Interview, bei dem sie sich noch recht ordentlich hält, jedoch auf die Frage nach ihren außenpolitischen Erfahrungen auf die geographische Nähe von Alaska zu Russland verweist (“(…) you can actually see Russia from land here in Alaska (…)”), was in den Medien zum Anlass für allgemeinen Spott genommen wird. Vor allem die satirische Überhöhung von Sarah Palins Wissensdefiziten durch Tina Fey in der legendären Comedysendung Saturday Night Live sowie die massenhafte Verbreitung und dauerhafte Verfügbarkeit medialer Inhalte in Onlineportalen wie YouTube machen McCains Team das Leben schwer.
Man versucht, mit einem zweiten nationalen Interview das Bild schon im Hinblick auf den wichtigen Parteitag zu korrigieren, doch Sarah Palin macht das Wahlkampfteam für ihre schlechte Presse verantwortlich und blockiert weitere Versuche, sie entsprechend vorzubereiten. Das Interview, mit der Star-Moderatorin Katie Couric von CBS, geht daher erwartungsgemäß völlig daneben, und die Medien setzen ihre Verhöhnung und Kritik an Sarah Palins Eignung für das Amt des Vizepräsidenten mit vermehrter Intensität fort.
Diese offensichtlichen Unzulänglichkeiten, verbunden mit den Herausforderungen der Banken- und Finanzkrise nach dem Zusammenbruch von Lehman Brothers, führen in der Endphase des Wahlkampfs dazu, dass Barack Obama in der Wählergunst wieder davonzieht, was McCains Team zum Anlass nimmt, eine Negativkampagne gegen Obama zu starten. McCain merkt jedoch schnell, dass die dumpfen Vorurteile und Hassgefühle, die er damit anspricht, nicht seinem Verständnis von politischem Stil entsprechen und würgt diese Art des Wahlkampfs gegen Sarah Palins Widerstand ab. Dann kommt Wahlkampfleiter Schmidt auf eine Idee: Er schlägt vor, Sarah Palin für die wichtige Fernsehdebatte mit Joe Biden die Antworten auf den vorher bekanntgegebenen Fragenkatalog einfach auswendig lernen zu lassen, damit sie dort bestehen kann. Der Plan geht auf, und Palins Popularität bei republikanischen Wählern steigt wieder. Sie überholt John McCain sogar in der Gunst der Parteianhänger und fährt quasi ihren eigenen Wahlkampf. McCain und Palin versuchen, Obama jetzt direkt anzugreifen. Diese Taktik scheitert jedoch. Kurz vor der Wahl ist Schmidt klar, dass er einen schrecklichen Fehler gemacht hat und dass die Wahl verlorengehen wird.
Am Abend der Wahl will Palin nach der Niederlage sogar eine eigene Rede halten, was zuvor noch keinem unterlegenen Vizepräsidentschaftskandidaten gestattet war. Schmidt und letztlich McCain verhindern dies.
Der Film endet mit der Fortsetzung der ersten Szene, dem nachgestellten Interview von Anderson Cooper mit Steve Schmidt und der Antwort auf die Frage, ob Schmidt Sarah Palin noch einmal vorschlagen würde. Er sagt: “You don't get to go back in time, Anderson, and have do-overs in life.” (deutsch: „Man kann nicht in der Zeit zurückgehen, Anderson, und nochmal von vorne anfangen.“)

## Produktion
HBO sicherte sich Anfang 2010 die Rechte an dem gleichnamigen Buch von John Heileman (Journalist für New York Magazine) und Mark Halperin (Journalist bei Time). Die Produktionsvorbereitung begann im Februar 2011 mit dem Engagement von Jay Roach als Regisseur und Danny Strong als Drehbuchautor, die auch bereits in dem Politdrama Recount über die Wahl im Jahre 2000 für HBO entsprechend zusammengearbeitet hatten. Ursprünglich war vorgesehen, das Buch komplett zu verfilmen, schnell jedoch stellte sich heraus, dass die Handlung dann zu komplex für einen zweistündigen Fernsehfilm geworden wäre. Zusätzlich zu den Vorgaben des Buches führte Danny Strong Gespräche mit etwa zwei Dutzend Beteiligten.
Die Besetzung der Rollen wurde im März 2011 bekanntgegeben, mit Julianne Moore als Sarah Palin und Ed Harris als John McCain. Woody Harrelson kam als Steve Schmidt kurz darauf hinzu. Der Film wurde überwiegend im Bundesstaat Maryland gedreht, einige Szenen auch in Delaware. Die Vorpremiere fand am 8. März 2012 im Newseum in Washington, D.C. statt, die Erstausstrahlung zwei Tage später zur Prime Time bei HBO.
Einige Ausschnitte aus Archivaufnahmen des Wahlkampfes, etwa von CNN, MSNBC und FOX News, wurden im Film verwendet und zum Teil durch Tricktechnik und stand-ins mit den Aufnahmen der Darsteller verbunden. So sind im Film u. a. Barack Obama, Joe Biden, Anderson Cooper, Wolf Blitzer, Katie Couric und Charlie Gibson, Charlie Rose Teil der Handlung.

## Synchronisation
Die deutsche Synchronbearbeitung wurde im Jahr 2012 von der Synchronfirma Interopa Film in Berlin unter der Dialogregie von Antonia Ganz angefertigt.
| Schauspieler     | Rolle           | Synchronsprecher  |
| ---------------- | --------------- | ----------------- |
| Julianne Moore   | Sarah Palin     | Petra Barthel     |
| Woody Harrelson  | Steve Schmidt   | Thomas Nero Wolff |
| Ed Harris        | John McCain     | Wolfgang Condrus  |
| Peter MacNicol   | Rick Davis      | Tobias Meister    |
| Jamey Sheridan   | Mark Salter     | Udo Schenk        |
| Sarah Paulson    | Nicolle Wallace | Melanie Hinze     |
| Ron Livingston   | Mark Wallace    | Peter Flechtner   |
| David Barry Gray | Todd Palin      | Olaf Reichmann    |
| Colby French     | Tucker Eskew    | Michael Iwannek   |
| Bruce Altman     | Fred Davis      | Wolfgang Wagner   |
| John Rothman     | A.B. Culvahouse | Dieter Memel      |

## Kritiken
David Hinckley von den New York Daily News schrieb: „Julianne Moores Darstellung hat sogar noch mehr Ähnlichkeit mit der echten Sarah Palin als die Version von Tina Fey.“
Tim Goodman von The Hollywood Reporter schreibt, dass der Film „kess die Frage aufwirft, ob Sarah Palin geistig instabil ist“. Er nennt Julianne Moores Leistung „virtuos (und äußerst Emmy-verdächtig)“.
Die Website Metacritic verzeichnet für Game Change 74 von 100 möglichen Punkten, basierend auf etwa zwei Dutzend Fachkritiken. Der Kritiker Roger Ebert vergab 3,5 von 4 möglichen Punkten. Entertainment Weekly bewertet den Film mit A- (entspricht etwa der Schulnote 1-).
Sarah Palin und John McCain verurteilten Game Change als falsch und kündigten an, ihn nicht zu sehen.
Steve Schmidt hingegen lobte den Film für seine Genauigkeit.

## Einschaltquote
Game Change verzeichnete bei der Erstausstrahlung eine Zuschauerzahl von etwa 2,1 Millionen. Für den Pay-TV-Kanal HBO war das die höchste Zahl an Zuschauern für das Debüt einer Eigenproduktion seit 2004.

## Auszeichnungen
Golden Globe Awards 2013
- Auszeichnung in der Kategorie Beste Mini-Serie oder TV-Film
- Auszeichnung in der Kategorie Beste Hauptdarstellerin – Mini-Serie oder TV-Film für Julianne Moore
- Auszeichnung in der Kategorie Bester Nebendarsteller – Serie, Mini-Serie oder TV-Film für Ed Harris
- Nominierung in der Kategorie Beste Hauptdarsteller – Mini-Serie oder TV-Film für Woody Harrelson
- Nominierung in der Kategorie Beste Nebendarstellerin – Serie, Mini-Serie oder TV-Film für Sarah Paulson

Emmy Awards 2012
- Auszeichnung in der Kategorie Beste Miniserie oder Fernsehfilm: Danny Strong, Amy Sayres, Steve Shareshian, Gary Goetzman, Jay Roach und Tom Hanks
- Auszeichnung in der Kategorie Regie bei einer Miniserie, Fernsehfilm oder Special (Kategorie: Drama): Jay Roach
- Nominierung in der Kategorie Hauptdarsteller in einer Miniserie oder einem Fernsehfilm: Woody Harrelson
- Auszeichnung in der Kategorie Hauptdarstellerin in einer Miniserie oder einem Fernsehfilm: Julianne Moore
- Auszeichnung in der Kategorie Drehbuch bei einer Miniserie, Fernsehfilm oder Special (Kategorie: Drama): Danny Strong
- Nominierung in der Kategorie Nebendarsteller in einer Miniserie oder einem Fernsehfilm: Ed Harris
- Nominierung in der Kategorie Nebendarstellerin in einer Miniserie oder einem Fernsehfilm: Sarah Paulson

Satellite Awards 2012
- Auszeichnung in der Kategorie Beste Darstellerin in einer Miniserie oder einem Fernsehfilm für Julianne Moore
- Nominierung in der Kategorie Beste Miniserie oder bester Fernsehfilm
- Nominierung in der Kategorie Bester Darsteller in einer Miniserie oder einem Fernsehfilm für Woody Harrelson
- Nominierung in der Kategorie Beste Nebendarstellerin für Sarah Paulson